# إرفينغ فيلدز
إرفينغ فيلدز (بالإنجليزية: Irving Fields)‏ هو كاتب أغاني وعازف بيانو أمريكي، ولد في 4 أغسطس 1915 في نيويورك في الولايات المتحدة، وتوفي في 20 أغسطس 2016 في مانهاتن في الولايات المتحدة.

## وصلات خارجية
- الموقع الرسمي
- إرفينغ فيلدز على موقع IMDb (الإنجليزية)
- إرفينغ فيلدز على موقع ميوزك برينز (الإنجليزية)
- إرفينغ فيلدز على موقع ميوزك برينز (الإنجليزية)
- إرفينغ فيلدز على موقع أول ميوزيك (الإنجليزية)
- إرفينغ فيلدز على موقع ديسكوغز (الإنجليزية)
- إرفينغ فيلدز على موقع ديسكوغز (الإنجليزية)
- إرفينغ فيلدز على موقع قاعدة بيانات الفيلم (الإنجليزية)